# بورجا (مجموعه تلویزیونی)
ببورجا یک مجموعه تلویزیونی درام تاریخی محصول آلمان، فرانسوی، ایتالیا و جمهوری چک است که توسط تام فونتانا برای کانال +، زد د اف، او آر اف و اسکای ایتالیا ساخته شده‌است. این سریال به قدرت رسیدن خانوادهٔ بورجا و تسلط آن‌ها بر ایالات پاپی در دوران رنسانس را نشان می‌دهد.
بورجا در تاریخ ۱۰ ژوئیه ۲۰۱۱ در اسکای سینما ۱ ایتالیا به نمایش درآمد. بعد از آن برای فصل دوم تمدید شد و در ۱۸ مارس ۲۰۱۳ بر روی کانال + فرانسه پخش شد. سومین و آخرین فصل این سریال در تاریخ ۱۵ سپتامبر ۲۰۱۴ به روی آنتن رفت. بخش پایانی این مجموعه یا قسمت ۳۸ آن در ۲۷ اکتبر ۲۰۱۴ به نمایش درآمد.

## تولید
این سریال توسط آتلانتیک پروداکشن، شرکت تابعه لاگاردر، برای کانال + ساخته شده‌است. و در جمهوری چک و ایتالیا فیلمبرداری شده‌است. توزیع بین‌المللی مجموعه توسط شرکت بتا فیلم انجام شد. فصل ۳ مجموعه بین ۲۷ مه ۲۰۱۳ تا ۲۷ ژانویه ۲۰۱۴ فیلمبرداری شد.

### تولید بین‌المللی
علی‌رغم اینکه این مجموعه تولید مشترک آلمان، فرانسه، ایتالیا و جمهوری چک است اما در حقیقت یک مجموعه بین‌المللی می‌باشد. تام فونتانا، خالق، تهیه‌کننده و نویسنده این سریال و همچنین نویسندگان دیگری از جمله‌شان وایتسل، جینا جیونفریدو و لری کوهن همگی آمریکایی هستند. همچنین در فصل ۲ آدری فوچه، نویسنده فرانسوی، به تیم نویسندگان اضافه می‌شود.
کارگردانان مختلفی از چندین نقطه اروپا قسمت‌های این مجموعه را کارگردانی کرده‌اند: الیور هرشبیگل و کریستوف شروه آلمانی، درولا والش ایرلندی، متین هوسئین انگلیسی و توماس وینسنت فرانسوی از جمله آن‌ها هستند. هر کدام از این افراد، پیش از واگذاری این سریال به نفر بعدی، حداقل دو قسمت متوالی را کارگردانی می‌کرد.
شخصیت اصلی، رودریگو بورجا توسط بازیگر آمریکایی جان دومن به تصویر کشیده شده‌است. بقیه بازیگران از آلمان، فرانسه، انگلستان و جمهوری چک انتخاب شده‌اند. اما در این سریال هنرمندانی از کشورهایی مانند جمهوری ایرلند، دانمارک و اسپانیا نیز حضور دارند.

## قسمت‌ها

### فصل ۱ (۱۲ قسمت) - بورجا: ایمان و ترس (۲۰۱۱)
(ژوئن ۱۴۹۳ - مارس ۱۴۹۲)

### فصل ۲ (۱۲ قسمت) - بورجا: پادشاه عشق، پادشاه جنگ (۲۰۱۳)
(سپتامبر ۱۴۹۴ - فوریه ۱۴۹۴)

### فصل ۳ (۱۴ قسمت) - بورجا: پیروزی و فراموشی (۲۰۱۴)
(۱۵۰۷–۱۴۹۵)
سومین فصل این سریال در اول نوامبر ۲۰۱۴ در شبکه نتفلیکس پخش شد.